# Senica
Senica är en stad i distriktet Senica i regionen Trnava i västra Slovakien.

## Geografi
Staden ligger på en altitud av 208 meter och täcker en area på 50,29 km². Den har ungefär 20 342 invånare (2017).

## Sport
Fotbollsklubben FK Senica har skördat internationella framgångar i Europacupspelet.

### Fotnoter
1. ↑  Lukas C. Landl (13 juli 2012). ”FK Senica vidare i Europa League”. Svenska fans. https://www.svenskafans.com/europa/FK-Senica-vidare-i-Europa-League-449285.aspx. Läst 22 februari 2019.